# Клор, Олаф
О́лаф Клор (нем. Olof Klohr; 4 января 1927 года, Гамбург, Веймарская республика — 28 сентября 1994, Росток, ФРГ) — немецкий философ, религиовед и социолог религии, специалист по атеизму, католичеству, тейярдизму и социологии религии. Доктор философских наук, профессор. Один из авторов «Атеистического словаря».

## Биография
Родился 4 января 1927 года в Гамбурге в семье наборщика.
В 1943 году окончил среднюю школу в Гамбурге.
В 1943—1946 годах в промежутках между военной службой получал коммерческое образование в Гамбурге.
В 1946—1947 годах обучался в Гамбургской школе устного перевода, которую окончил со специализацией по английскому языку, и в 1947 году непродолжительное время работал в британской военной администрации в Гамбурге.
В 1947—1949 годах обучался на подготовительных курсах для рабочих в Галле, получив в 1949 году аттестат зрелости.
В 1949—1951 годах изучал общественные науки в Лейпцигском университете.
В 1951—1957 годах — доцент и директор (с 1953 года) Института общественных наук Галле-Виттенбергского университета имени Мартина Лютера.
В 1956 году в Галле-Виттенбергском университете имени Мартина Лютера получил доктора философии (Dr. phil), защитив диссертацию по теме «Биогенетический закон и его философское истолкование» (нем. Das biogenetische Gesetz und seine philosophische Interpretation), посвящённую естественно-философским взглядам Эрнста Генриха Геккеля.
В 1957—1962 годах — доцент и заведующий (с 1959 года) отделением диалектического и исторического материализма Ростокского университета.
В 1962 году в Йенском университете получил хабилитированного доктора философии (Dr. phil. habil.), защитив диссертацию по теме «Католическая философия и богословие о некоторых основных вопросах жизни. Изучение идеалистических ошибок и неправильных толкований в западногерманской католической литературе» (нем. Katholische Philosophie und Theologie über einige Grundfragen des Lebens. Eine Auseinandersetzung mit idealistischen Irrtümern und Fehldeutungen in der westdeutschen katholischen Literatur).
В 1963—1969 годах — профессор кафедры научного атеизма Йенского университета.
В 1969—1990 годах — профессор диалектического и исторического материализма Инженерного мореходного училища Варнемюнде-Вустров.
С 1969 года — проректор по общественным наукам и с 1970 года — член Учёного совета и директор Института марксизма-ленинизма Инженерного мореходного училища Варнемюнде-Вустров.
С 1970 года — член Научно-консультативного совета по марксизму-ленинизму при Министерстве высшего и технического образования ГДР.

## Научная деятельность
Клор специализировался на изучении атеизма, католичества, тейярдизма и социологии религии. Совместно с Хансом Люттером и Эдуардом Винтером занимался разработкой учебного университетского курса по религиоведению. В 1980-х годах принимал участие в подготовке исследования местного католичества Айхсфельде.

## Отзывы
Кандидат философских наук Д. Томашевска отмечала, что «проблемой изучения признаков, критериев атеистичности занимаются также социологи-марксисты из ГДР Олаф Клор и Вальтер Берг, которые предлагают свой вариант типологической схемы, позволяющей измерять не только степень религиозности, но и степень атеистической убеждённости».
Историк Кристиан Холброк отмечает, что «Клор считался ведущим марксистским исследователем атеизма в ГДР, который, как пишет Эрхарт Нойберт, „идеологически сопровождал операции СЕПГ против церквей“».

## Награды
- Медаль «За заслуги перед ГДР»[нем.] (1960)[1]
- Орден «За заслуги перед Отечеством» в бронзе (1974)[1]
- Заслуженный преподаватель высшего учебного заведения ГДР[нем.] (1981)[1]

## Научные труды

### Монографии
- Klohr O. Naturwissenschaft, Religion und Kirche. Berlin 1958. 139 S. (польское издание — Варшава, 1960; венгерское издание — Будапешт, 1966; русское издание — Клор О. Естествознание, религия и церковь = Naturwissenschaft, Religion und Kirche / Пер. с нем. и предисл. Г. А. Габинского. — М.: Госполитиздат, 1960. — 133 с. — (Научная библиотека атеиста).)
- Klohr O. Friedrich W.[нем.], Klohr O., Förster P.[нем.] Zu einigen Problemen der weltanschaulich-atheistischen Erziehung: Expertise. Архивная копия от 4 ноября 2018 на Wayback Machine Leipzig: Zentralinstitut für Jugendforschung[нем.] (ZIJ), 1971
- Klohr O. Marxismus-Leninismus, Atheismus, Religion. Rostock-Warnemünde: Ingenieurhochschule für Seefahrt Warnemünde/Wustrow[нем.], 1978.
- Klohr O., Kaul W., Kurth K. Über Wirkungsfelder und Wirksamkeit kirchlicher Institutionen in der DDR / von O. Klohr, W. Kaul, K. Kurth. Rostock-Warnemünde: Ingenieurhochschule für Seefahrt Warnemünde/Wustrow[нем.], 1981. 125 s.
- Klohr O., Kaul W., Kurth K. Die katholische Kirche in der DDR : Handbuch. Rostock: Ingenieurhochschule für Seefahrt Warnemünde/Wustrow[нем.], 1982.
- Klohr O., Kaul W., Lingk U. Kirchenporträt der Stadt Rostock. Rostock-Warnemünde: Ingenieurhochschule für Seefahrt Warnemünde/Wustrow[нем.], 1983. 68 s.
- Klohr O. Eichsfeldstudie / erarbeitet von der Forschungsgruppe Wissenschaftlicher Atheismus an der Ingenieurhochschule für Seefahrt ; Leitung: O. Klohr. Rostock-Warnemünde : Ingenieurhochschule für Seefahrt Warnemünde/Wustrow[нем.], 1984. 68 s.
- Kirchenstudie / erarbeitet vom Kollektiv der Forschungsgruppe "Wissenschaftlicher Atheismus" an der Ingenieurhochschule für Seefahrt Warnemünde/Wustrow unter Leitung von O. Klohr und W. Kaul. Rostock-Warnemünde: Ingenieurhochschule für Seefahrt Warnemünde/Wustrow[нем.], 1985. 67 s.
- Kirchen und Religionsgemeinschaften in den drei Nordbezirken der DDR / erarbeitet von der Forschungsgruppe "Wissenschaftlicher Atheismus" an der Ingenieurhochschule für Seefahrt Warnemünde-Wustrow unter Leitung (O. Klohr und W. Kaul unter Mitarbeit von M. Manteuffel, Manuskript: D. Baumann). Rostock-Warnemünde: Ingenieurhochschule für Seefahrt Warnemünde/Wustrow[нем.], 1986. — 139 s.
- Buhl T., Klohr O. Zur Theologie der Befreiung. Rostock-Warnemünde : Ingenieurhochschule für Seefahrt Warnemünde/Wustrow[нем.], 1986. 93 s.
- Klohr O. Eichsfeldstudie II. Rostock-Warnemünde: Ingenieurhochschule für Seefahrt Warnemünde/Wustrow[нем.], 1987. 65 s.
- Strukturwandel und missionarische Existenz: Theorie und Praxis / ausgearbeitet von der FG Wissenschaftlicher Atheismus/Religionswissenschaft an der Ingenieurhochschule für Seefahrt; Leitung: Olof Klohr, Wolfgang Kaul, Petra Zeugner, Renate Billinger. Rostock-Warnemünde: Ingenieurhochschule für Seefahrt Warnemünde/Wustrow[нем.], 1988. — 86 s.

### Статьи
- Клор О. Новые тенденции в отношении евангелической и католической теологии к современному естествознанию // Вопросы научного атеизма. Вып. 1 / Редкол. А. Ф. Окулов (отв. ред.) и др.; Акад. обществ. наук ЦК КПСС. Ин-т научного атеизма. — М.: Мысль, 1966. — С. 382—389. — 472 с. — 25 000 экз.
- Клор О. Атеизм и религия в Германской Демократической Республике // Вопросы научного атеизма. Вып. 9. Система атеистического воспитания / Редкол. сб. А. Ф. Окулов (отв. ред.) и др.; Акад. обществ. наук при ЦК КПСС. Ин-т научного атеизма. — М.: Мысль, 1970. — С. 357—369. — 406 с. — 17 500 экз. (пер. с нем. Л. П. Курпакова)
- Клор О. Современные тенденции религии, церкви и атеизма в ГДР // Вопросы научного атеизма. Вып. 18 / Редкол. А. Ф. Окулов (отв. ред.); Акад. обществ. наук ЦК КПСС. Ин-т научного атеизма. — М.: Мысль, 1975. — С. 297—303. — 389 с. — 17 000 экз. (пер. с нем. Л. П. Курпакова)
- Клор О. Ревизионистский «гуманизм» против марксистско-ленинского атеизма // Вопросы научного атеизма. Вып. 21. Атеизм и религия в условиях социалистического общества / Редкол. А. Ф. Окулов (отв. ред.); Акад. обществ. наук ЦК КПСС. Ин-т научного атеизма. — М.: Мысль, 1977. — С. 183—190. — 308 с. — 21 750 экз.
- Клор О. Политическая дифференциация в западногерманском католицизме // Вопросы научного атеизма. Вып. 33. Религия и политика / Редкол. В. И. Гараджа (отв. ред.) и др.; Акад. обществ. наук ЦК КПСС. Ин-т научного атеизма. — М.: Мысль, 1985. — С. 159—176. — 303 с. — 22 700 экз.
- Клор О. Проблемы сотрудничества марксистов и христиан в ГДР // Вопросы научного атеизма. Вып. 36. Религия и политика / Редкол. В. И. Гараджа (отв. ред.) и др.; Акад. обществ. наук ЦК КПСС. Ин-т научного атеизма. — М.: Мысль, 1987. — С. 191—200. — 318 с. — 20 000 экз. — ISBN 5-244-00201-5.

### Научная редакция
на немецком языке
- (Hg.): Moderne Naturwissenschaft und Atheismus. Berlin 1964.
- (Hg.): Religion und Atheismus heute. Ergebnisse und Aufgaben marxistischer Religionssoziologie. Berlin 1966.

на русском языке
- Религия в век научно-технической революции: Сб. статей / Под ред. В. И. Гараджи (СССР) и О. Клора (ГДР). — М.: Политиздат, 1979. — 85 с.